# Chemag-Haus

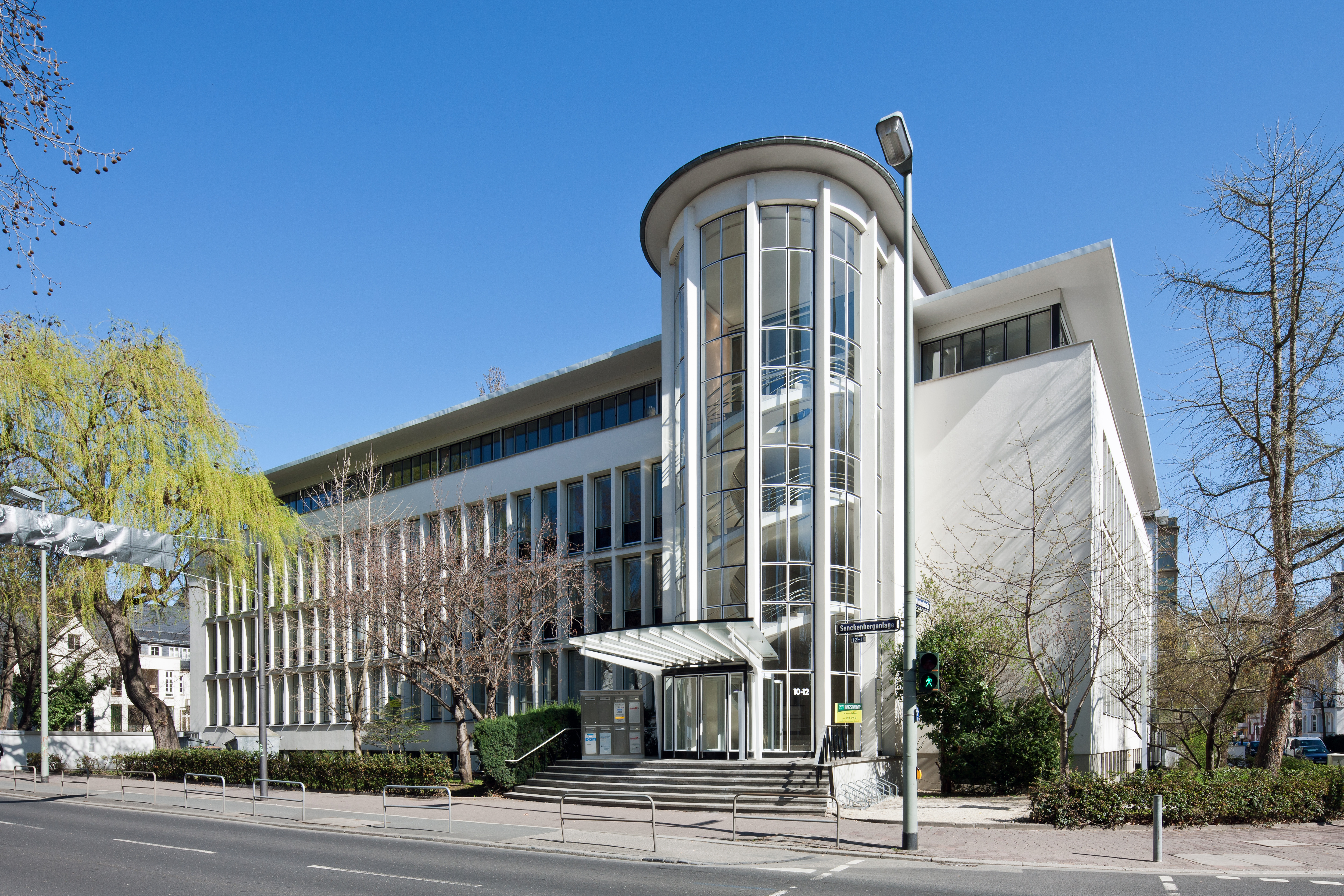
Chemag-Haus von Südwesten, März 2012

Das Balserhaus (Eigenschreibweise balserhaus; zuvor Chemag-Haus) ist ein Bürogebäude an der Ecke von Senckenberganlage (Hausnummern 10–12) und Westendstraße (Hausnummer 106) im Stadtteil Westend von Frankfurt am Main. Es entstand Anfang der 1950er Jahre im Stil der Nachkriegsmoderne und steht als einer seiner bedeutendsten erhaltenen Vertreter unter Denkmalschutz. Nach Ernst Balser, dem Architekten des Gebäudes, wurde das Chemag-Haus Anfang 2024 in Balserhaus umbenannt.

## Geschichte
Das Grundstück an der Ecke von Senckenberganlage und Westendstraße war bereits vor dem Zweiten Weltkrieg bebaut, ein 1947 veröffentlichter Kriegsschädenplan weist diese Bebauung als schwer beschädigt aus.
Anfang der 1950er Jahre beschloss die in Kassel ansässige Wintershall Holding GmbH, der heute größte deutsche Erdöl- und Erdgasproduzent, auf dem Gelände ein neues Verwaltungsgebäude für seine Tochterfirmen Chemag und Nitag zu errichten. Den Entwurf für den Neubau lieferte der Frankfurter Architekt Ernst Balser, das Gebäude für 250 Mitarbeiter konnte 1952 nach nur einjähriger Bauzeit eröffnet werden. Bemerkenswert war die kostensparende Verwendung der Fundamente der Vorgängerbebauung.
Bereits die 1986 erstmals veröffentlichte Denkmaltopographie von Frankfurt am Main wies das Gebäude als denkmalgeschützt aus. Damit gehört es zu den wenigen Frankfurter Bauten der Nachkriegszeit, die bereits so früh als Baudenkmale anerkannt waren.
Gegenwärtig (2022) dient das Gebäude als Geschäfts- und Verwaltungssitz mehrerer Unternehmen; Eigentümer ist die Gloram Real Estate.

## Architektur
Den Grundriss des Gebäudes bilden zwei rechtwinklig zueinander und zugleich parallel zu den Straßen gestellte, rechteckige Trakte. Der südliche an der Westendstraße weist eine etwas geringere Länge als der nördliche auf und springt zugleich im Westen etwas gegenüber der Senckenberganlage zurück. In seiner nordwestlichen Ecke ist ein etwas höherer, nach Osten gerade, nach Westen halbrund abschließender Trakt eingestellt, der das Treppenhaus beinhaltet und den Versatz der beiden Haupttrakte optisch überbrückt.
Das gesamte Gebäude besitzt ein das Bodenniveau etwa um einen halben Meter überragendes Kellergeschoss, mit dem Erdgeschoss drei Vollgeschosse und ein Staffelgeschoss unter dem vorspringenden Flachdach. Die Fassaden sind bis auf die Nordseite des Nord- und die Ostseite des Südtraktes flächenhaft durchfenstert. Eine klassische Anordnung ist zugunsten eines großen, rechteckigen Feldes aufgegeben, in denen die einzelnen, tief eingeschnittenen und betont hochformatigen Fenster im Zusammenspiel mit den Gewänden ein strenges Raster bilden. Dabei stehen die Brüstungen, die etwa ein Drittel der Fensterfläche ausmachen, aus glänzendem, schwarzem Gussglas in starken Kontrast zu den ansonsten hellweiß verputzten Oberflächen des Gebäudes.
Von besonderer Gestaltung ist das Treppenhaus, das aufgrund des höher gelegenen Kellergeschosses und somit auch höher gelegenen Erdgeschosses von der Senckenberganlage her über eine Treppe erschlossen ist. Sie wird ab etwa halber Tiefe von Geländern der Bauzeit mit typischer Wellenornamentik begleitet. Über dem etwas aus dem Treppenhaus vorspringenden Haupteingang, der seinerseits eine leichte Kreisform beschreibt, befindet sich ein vorkragendes, von einer leichten Stahlkonstruktion getragenes Pultdach, das dadurch fast schwerelosen Charakter hat.
Die halbzylinderförmige Straßenseite des eigentlichen Treppenhauses ist ähnlich dem Chor einer Kirche durch hervortretende Stützen in mehrere über die gesamte Höhe ohne Unterbrechung vollverglaste Achsen zerschnitten. Sie geben den Blick auf das Innere frei, in dem eine frei um eine Lichtspindel geschwungene Wendeltreppe mit schlichtem, aber für die Bauzeit charakteristischem Geländer die einzelnen Geschosse erschließt.
Neben einem Wechsel in der Höhe der Fensterformate wird in den Fenstergewänden der Treppenhausverglasung abermals mit dem Kontrast von Schwarz und Weiß gespielt. Eine für die Erbauungszeit bedeutende Neuerung war, dass das verwendete Glas dem runden Grundriss des Gebäudes folgt, also tatsächlich gekrümmt gefertigt wurde.